# Der rosarote Panther kehrt zurück
Der rosarote Panther kehrt zurück ist die vierte Folge und der dritte von Blake Edwards gedrehte Film der Pink-Panther-Reihe.
Beginnend mit diesem Teil nimmt der von Peter Sellers im englischen Original verwendete – ursprünglich „authentische“ – französische Akzent immer groteskere Formen an, so dass Clouseau teilweise auch von seinen Landsleuten nicht mehr ohne weiteres verstanden wird.

## Inhalt
Im staatlichen Museum des fiktiven Landes Lugasch wird einer der weltweit größten Diamanten ausgestellt, der Rosarote Panther. Bestens geschützt durch Radarstrahlen und Sensoren wird der wertvolle Stein den begeisterten Touristen präsentiert.
Trotz aller Sicherheitsvorkehrungen wird der Diamant eines Nachts aus dem Museum gestohlen. Jemand hat es geschafft, alle Sicherungen zu überwinden und den Verfolgern zu entkommen. Der Meisterdieb hinterlässt einen weißen Handschuh mit einem goldenen P – das Markenzeichen des Phantoms.
In Paris ist in der Zwischenzeit Jacques Clouseau in den normalen Polizeidienst versetzt worden. Ihm war es nicht einmal gelungen, einen Banküberfall zu verhindern, der sich direkt vor seinen Augen abgespielt hat, da er mit einem blinden Musiker und dessen Affen beschäftigt war. Nach der Berichterstattung bei Chefinspektor Dreyfus wird Clouseau für sechs Monate vom Dienst suspendiert. Dreyfus fällt durch die von Clouseau provozierten Turbulenzen wieder in seine manischen Verhaltensmuster zurück.
Währenddessen entschließt sich jedoch die Regierung von Lugasch, die Wiederbeschaffung des Diamanten nur jemanden zu überlassen, der den Diamanten schon einmal wiedergefunden hat: Inspektor Clouseau.
Nach einer Trainingseinheit mit seinem Hausdiener Cato, bei der die Hälfte des Mobiliars zu Bruch geht, erfährt Clouseau von seiner Wiedereinstellung in den kriminalpolizeilichen Dienst. Kaum dass er mit dem heiklen Fall beauftragt ist, kommt es zum ersten Bombenattentat, das Clouseau freilich unverletzt übersteht.
Mit Beginn der Ermittlungen hat der Inspektor sofort einen Verdächtigen: Sir Charles Litton, der als das berüchtigte Phantom bekannt war.
Sir Charles hat sich mittlerweile allerdings längst zurückgezogen. Er lebt auf einem schönen Anwesen an der Côte d’Azur und langweilt sich. Seine Frau Claudine konfrontiert ihn mit dem Diebstahl und ist der Meinung, dass aufgrund der vorliegenden Indizien nur er in Frage komme. Und es erscheint ihr sinnvoller, den Täter selbst zu überführen, bevor die Polizei dies tut. Sir Charles willigt ein und macht sich sofort auf den Weg nach Lugasch. Er reist dort unter falschem Namen ein und kontaktiert den Gangsterboss Fatty. Auch dieser ist fest davon überzeugt, dass Litton den Diamanten gestohlen hat. Er will ihn sogleich ausschalten und seine Leiche bei der Polizei abliefern. Sir Charles gelingt die Flucht und er muss (nach dem Besuch des obersten Geheimpolizisten von Lugasch) feststellen, dass sich der Fall zu einer Staatsaffäre ausgeweitet hat.
Clouseau ist drauf und dran, verdeckt gegen die Littons zu ermitteln. Verkleidet als Poolreiniger macht er sich zum Anwesen auf. Nur mit Glück überlebt er einen Autounfall – die Bremsschläuche an seinem Fahrzeug waren durchtrennt. Einem weiteren Attentat, diesmal im Büro des Polizeipräfekten, entgeht Clouseau nur knapp. Noch einmal macht er sich auf, die Villa der Littons auszukundschaften. Verkleidet als Postbeamter für Telefonfragen verschafft er sich Zutritt. Doch Lady Litton durchschaut den Plan und lockt ihn mit einem fingierten Telefonanruf in die Schweiz, nach Gstaad.
Dort angekommen heftet sich Clouseau an die Fersen von Lady Litton, um sie auszuhorchen. Nach einigen chaotischen Auftritten gelingt es ihm (erneut in Verkleidung), einen Abend mit ihr zu verbringen, was ihm jedoch keine verwertbaren Erkenntnisse bringt. Der Chefinspektor (der sich bereits mehr als einmal versehentlich verstümmelt und mehrere Sitzungen beim Psychiater hinter sich hat) beordert ihn am Telefon augenblicklich zurück nach Paris.
In der Zwischenzeit gelingt es Sir Charles Litton, beobachtet von der Geheimpolizei, aus Lugasch zu fliehen.
Es kommt zum Showdown in Gstaad. Eines Morgens wird Clouseau von Dreyfus am Telefon angewiesen, Lady Litton sofort zu verhaften. Als Clouseau Rücksprache halten will, ist Dreyfus gar nicht im Amt, sondern in Urlaub; doch Clouseau will den Auftrag trotzdem ausführen. Im Zimmer der Lady trifft er auf Sir Charles Litton, der inzwischen angereist ist; es stellt sich heraus, dass Lady Litton den Diamanten gestohlen hat. Sie hat die Tat aus Liebe zu ihrem Mann begangen, um ihn aus seiner trostlosen Langeweile zu befreien und für ein wenig Aufregung in seinem Leben zu sorgen. Bevor Clouseau die beiden festnehmen kann, taucht der Chef der Lugascher Geheimpolizei auf und droht damit, alle zu töten. Trotz eines weiteren Anschlags auf Clouseau können sie der Gefahr entkommen. Als Attentäter stellt sich abermals Chefinspektor Dreyfus heraus, der am Ende überwältigt wird.
Dreyfus wird wegen Unzurechnungsfähigkeit freigesprochen und in eine geschlossene Anstalt eingewiesen. Sir Charles, das Phantom, wird wieder aktiv. Clouseau erhält einen hohen Staatsorden von Lugasch und wird zum Chefinspektor befördert.

## Kritik
„Der Fortsetzungsfilm zum „Rosaroten Panther“ von 1963 hat einen erfrischend schrägen Humor und viele groteske Slapstick-Szenen.“

## Trivia
- Ursprünglich sollte der Film unter dem Titel Inspektor Clouseau – der größte Trottel vom Revier in die Kinos kommen
- Im Vorspann erscheint wieder der rosarote Panther als Trickfilmfigur
- Sir Charles Litton wird nicht mehr von David Niven gespielt, sondern von Christopher Plummer
- Wegen Meinungsverschiedenheiten zwischen den Mirisch Brothers (Produzenten der restlichen Filme) und Blake Edwards erschien dieser Film nicht bei MGM.